# حي 22 مايو (قشن)
حي 22 مايو هو أحد أحياء مدينة قشن بمحافظة المهرة اليمنية، بلغ تعداد سكانه 1025 نسمة حسب التعداد السكاني في اليمن لعام 2004.